# Tecnovap
Das Unternehmen Tecnovap SRL, kurz Tecnovap, ist ein Hersteller von Dampfgeräten mit Sitz in Pescantina  in der Region Verona, Italien. Das Familienunternehmen beschäftigt (Stand 2017) 57 Mitarbeitern. Tecnovap bietet Dampferzeuger, Zubehör und Systeme aus Eigenproduktion an.

## Geschichte
Das Unternehmen wurde 1985 von Giuliano Franchini mit seinem Bruder Giuseppe gegründet.

## Produkte
Tecnovap stellt Dampferzeuger her. Es werden spezielle Branchenlösungen für Weinbauern, die Lebensmittelindustrie (z. B. Förderbandreiniger), zur Kaugummientfernung sowie für die Autoreinigung ("Car Wash") angeboten. Dazu kommen die Hauptlinien ("Edelstahlinie", "Chattanoogalinie") sowie mobilere Produkte, die auch im Hausgebrauch eingesetzt werden können ("Carmen").
Die Geräte gibt es mit einem 6 oder 10 bar Arbeitsdruck (teilweise mit Druckregulierern). Sie arbeiten mit einer Dampftemperatur von 180 °C. Somit erreicht die Hochdruckreinigungsfunktion einen Arbeitsdruck von 150 bar.
In Zusammenarbeit mit der Cotraco GmbH wurde zudem ein Tiefkühlhausreinigungskonzept erarbeitet.